# Concorde
L'Aérospatiale-BAC Concorde, noto semplicemente come Concorde, è stato un aereo da trasporto supersonico prodotto dal consorzio anglo-francese formato da British Aircraft Corporation (BAC) e Aérospatiale, oggi non più in servizio. Il primo volo del prototipo fu effettuato il 2 marzo 1969, mentre il 4 novembre 1970 il velivolo raggiunse per la prima volta Mach 2, diventando il secondo aereo commerciale a volare a tale velocità, dopo il sovietico Tupolev Tu-144.
Entrò ufficialmente in servizio il 21 gennaio 1976 sulle rotte Parigi–Dakar–Rio de Janeiro e Londra–Bahrin; a novembre dell’anno successivo iniziarono i voli verso New York. Il 20 aprile 1979 entrò in servizio l’ultimo Concorde prodotto. Le uniche compagnie commerciali ad utilizzarlo furono Air France e British Airways.
Il 24 ottobre 2003 cessò il servizio passeggeri, mentre l’ultimo volo fu effettuato il 26 novembre dello stesso anno. Tra i vari fattori che portarono a questa decisione vi furono un unico, ma disastroso, incidente avvenuto il 25 luglio 2000 e soprattutto il grave deficit economico dovuto agli elevati consumi e agli impressionanti costi di manutenzione.

## Sviluppo

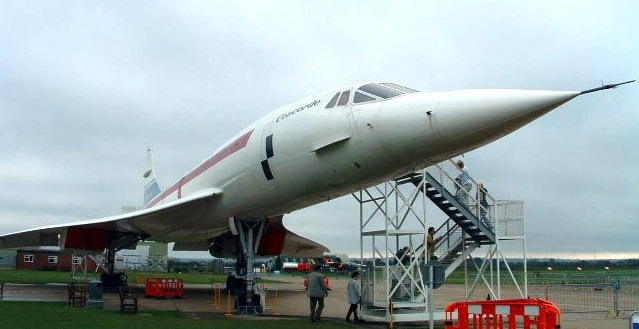
Il modello di pre-produzione, numero 101, in mostra all’Imperial War Museum Duxford, in Inghilterra.

Alla fine degli anni Cinquanta, Regno Unito, Francia, Stati Uniti d'America e Unione Sovietica iniziarono a considerare l'idea di sviluppare un velivolo di linea in grado di raggiungere velocità supersoniche. Nel valutare le somiglianze tra il Concorde e il Tupolev Tu-144, non si può prescindere dall’analisi del bombardiere sperimentale sovietico Sukhoi T-4, il cui sviluppo ebbe inizio nel 1961
Vennero presi in considerazione due progetti distinti: uno britannico, sviluppato dalla Bristol Aeroplane Company e denominato Bristol 233; l’altro francese, a cura della Sud Aviation, chiamato Super-Caravelle. Entrambi i programmi di sviluppo erano in gran parte finanziati dai governi dei rispettivi Paesi: il progetto britannico prevedeva la realizzazione di un aereo a delta alare con autonomia transatlantica e capacità di circa 100 passeggeri, mentre quello francese era orientato verso un aereo a medio raggio.
Entrambi i progetti vennero rapidamente approvati, permettendo l’avvio della costruzione dei primi prototipi già all’inizio degli anni Sessanta. Tuttavia, a causa degli elevati costi necessari per la realizzazione di tali programmi, il governo britannico cercò di instaurare una cooperazione internazionale per sostenere economicamente il progetto. Alla fine, solo la Francia mostrò un reale interesse a partecipare al finanziamento.
Il progetto fu quindi formalizzato non come un semplice accordo commerciale tra aziende, bensì come un trattato internazionale stipulato tra i due governi. Su richiesta della Gran Bretagna, l'accordo includeva una clausola che prevedeva gravi penalità in caso di cancellazione unilaterale del programma. Una bozza del trattato, firmata il 28 novembre 1962, identificava come titolari del progetto la British Aircraft Corporation (BAC) e l’Aérospatiale.
Il neonato consorzio decise di pianificare la produzione di due versioni del velivolo: una a lungo raggio e una a corto raggio. Quest'ultima venne successivamente abbandonata, a causa dello scarso interesse mostrato da parte dei potenziali clienti.
Conclusa la fase di progettazione, il consorzio ricevette oltre un centinaio di ordini da parte delle principali compagnie aeree dell’epoca: Pan Am, BOAC e Air France opzionavano ciascuna sei esemplari; altri ordini arrivarono da compagnie come Panair do Brasil, Continental Airlines, Japan Airlines, Lufthansa, American Airlines, United Airlines, Air Canada, Braniff Airways, Singapore Airlines, Iran Air, Qantas, CAAC, Middle East Airlines e Trans World Airlines.
Nel febbraio 1965 ebbe inizio la costruzione di due prototipi principali: il 001, realizzato da Aérospatiale a Tolosa, e il 002, prodotto dalla BAC a Bristol. Il primo volo di prova del 001 si svolse il 2 marzo 1969, mentre il primo volo di collaudo in regime supersonico avvenne il 1º ottobre dello stesso anno. Il primo Concorde britannico, invece, volò da Filton alla base di Fairford il 9 aprile 1969.

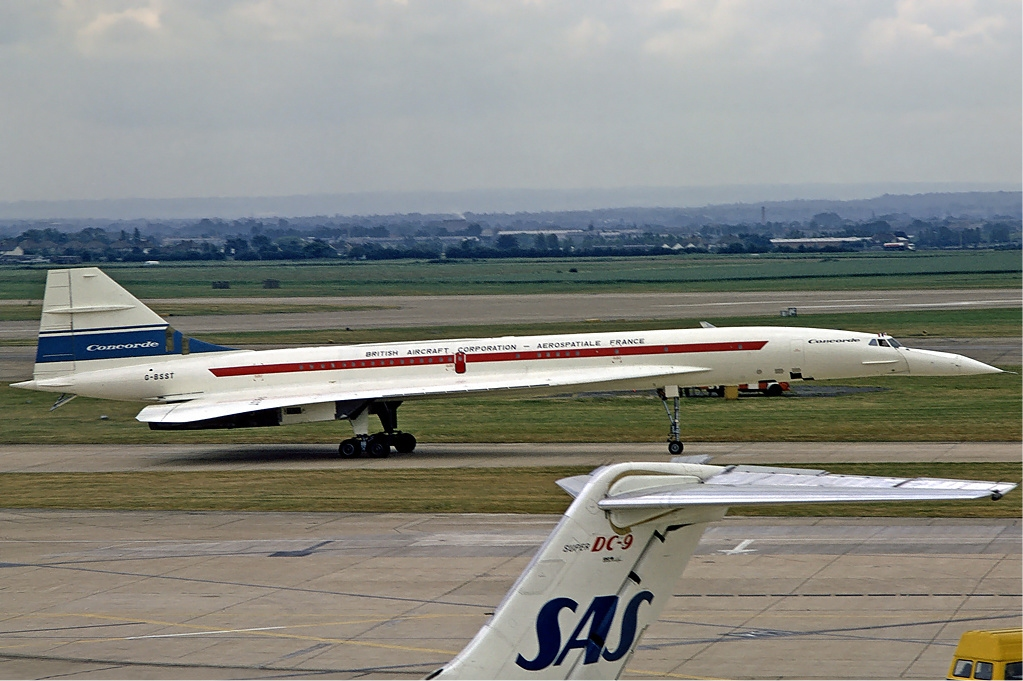
1º luglio 1972, prima visita del Concorde all'eroporto di Londra-Heathrow.

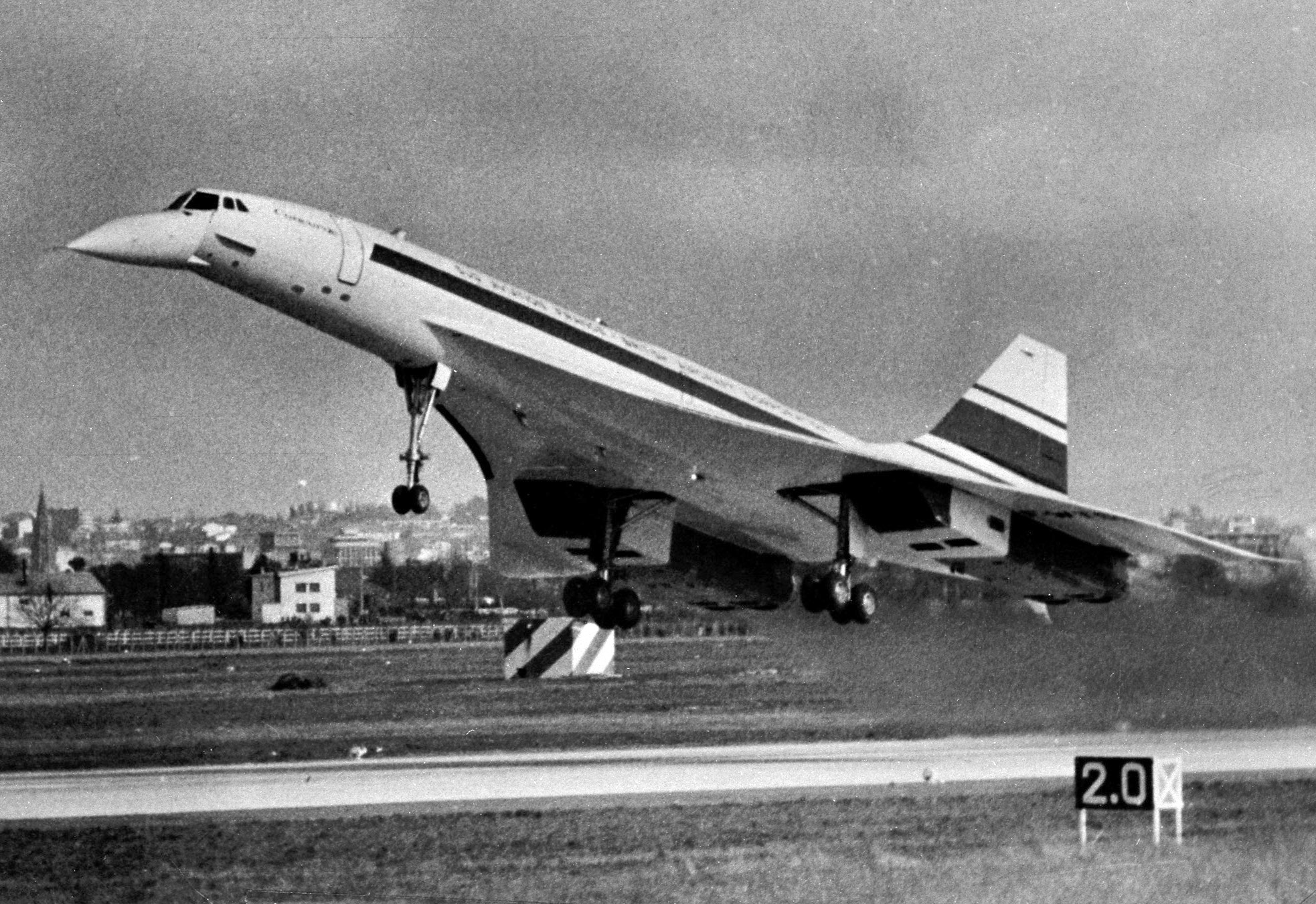
Il primo volo del 2 marzo 1969 all'Aeroporto di Tolosa-Blagnac.

Nel 1971 gli Stati Uniti d'America cancellarono il proprio programma di sviluppo di un aereo di linea supersonico (SuperSonic Transport – SST), che comprendeva il progetto Lockheed L-2000, molto simile al Concorde britannico. Tale progetto fu successivamente sostituito dal Boeing 2707, un velivolo ad ali a geometria variabile, concepito per raggiungere velocità superiori e trasportare fino a 300 passeggeri.

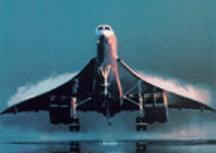
Concorde durante un decollo.

Nel frattempo, con l’avanzamento dello sviluppo dei prototipi anglo-francesi, venne organizzato un tour dimostrativo: il primo volo negli Stati Uniti avvenne nel 1973, in occasione dell’inaugurazione dell’Aeroporto Internazionale di Dallas-Fort Worth. In seguito a questi tour promozionali, furono inizialmente raccolti ordini per 70 esemplari. Tuttavia, solo due grandi compagnie — Air France e British Airways (succeduta alla BOAC) — mantennero gli ordini.
Le ragioni della cancellazione da parte delle altre compagnie furono molteplici: anzitutto, la crisi petrolifera del 1973, che aggravò le difficoltà economico-finanziarie del settore; a ciò si aggiunsero un grave incidente del Tupolev Tu-144 durante l’Air Show di Parigi e diverse preoccupazioni di natura ambientale, tra cui l’inquinamento atmosferico e l'inquinamento acustico causato dai boom sonici, oltre a problemi tecnici emersi in fase di decollo del velivolo.
I test finali del Concorde ebbero inizio nel 1974, e portarono rapidamente al raggiungimento di numerosi record. Complessivamente, tra prototipi, modelli di pre-produzione e prime unità di serie, vennero totalizzate 5.335 ore di volo, di cui 2.000 a velocità supersonica. Tuttavia, dal punto di vista economico, il programma risultò molto più costoso del previsto: nel 1977, il costo di ogni singolo esemplare aveva raggiunto i 23 milioni di sterline, circa sei volte il preventivo iniziale.

## Progetto

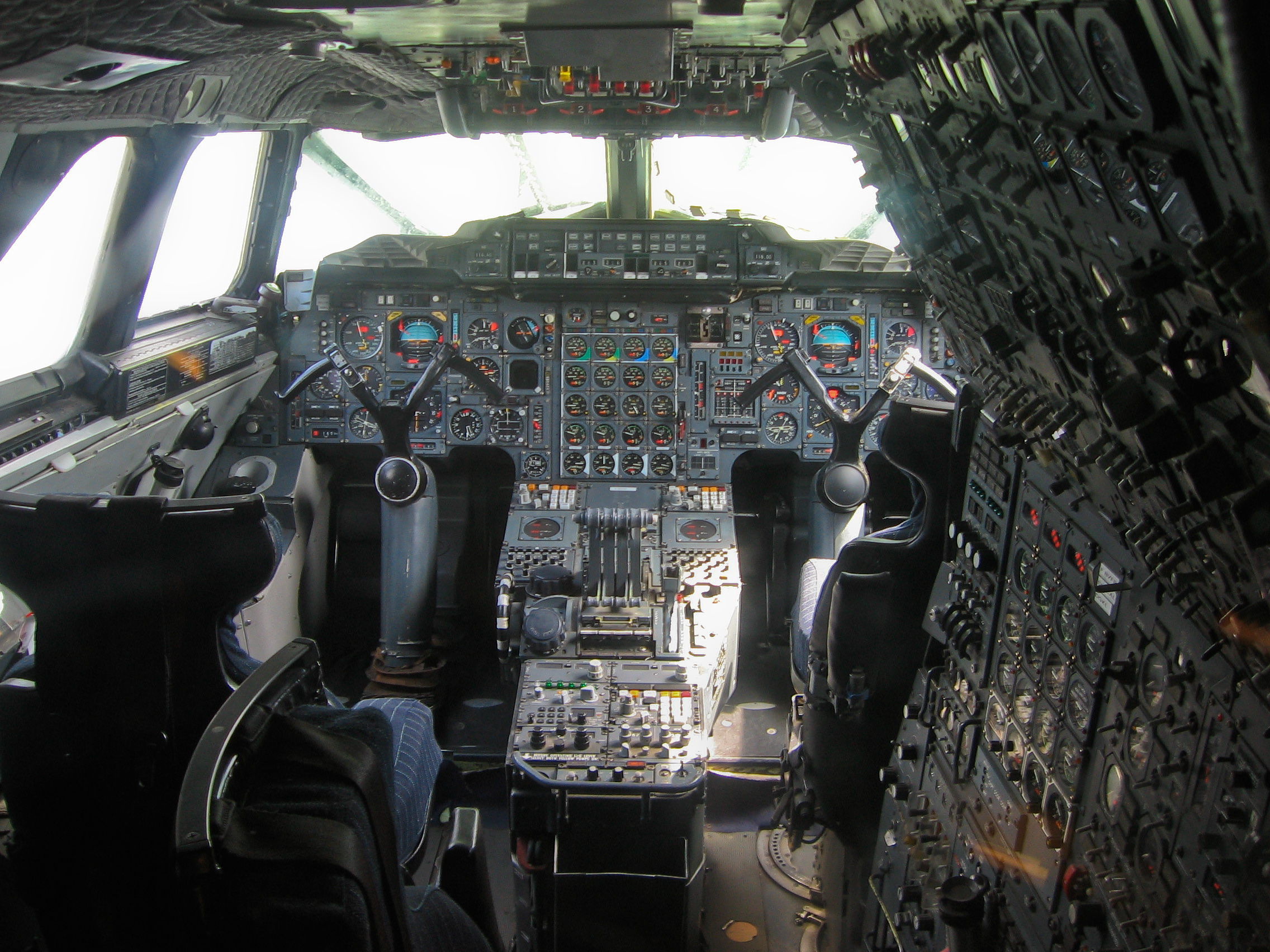
Cabina di pilotaggio dell'esemplare F-BVFB nel Museo Sinsheim in Germania.

Il Concorde era un velivolo dotato di caratteristiche uniche per la sua epoca, non più riprese anche a causa delle scelte tecnico-commerciali effettuate in tempi successivi, che privilegiarono la costruzione di velivoli aventi una maggiore capacità di carico piuttosto che una maggiore velocità.
Era dotato di un'ala a delta ogivale senza piani di coda orizzontali e con un lunghissimo bordo d'entrata che si protendeva fin quasi dalla cabina equipaggio. L'ala vera e propria era molto più arretrata, con una corda molto larga e un'apertura relativamente ridotta. Nell'insieme si trattava di un disegno ideale per le alte velocità.
Queste configurazioni necessitavano di un elevato angolo d'attacco al momento dell'atterraggio e del decollo, fatto che (a causa del muso molto lungo e appuntito) avrebbe potuto causare grossi limiti di visibilità ai piloti; la soluzione fu un espediente tecnicamente complesso, ma efficace: il Concorde aveva la straordinaria capacità di poter modificare la posizione del cono del muso, che si inclinava verso il basso per consentire sufficiente visibilità ai piloti durante i decolli e gli atterraggi, per poi riallinearsi con la fusoliera durante la fase di crociera.
I 4 motori Olympus 593 di cui era equipaggiato, prodotti congiuntamente dall'azienda del Regno Unito Rolls-Royce plc e dalla francese Snecma, erano basati su quelli sviluppati originalmente per il bombardiere strategico Avro Vulcan nonché, nella variante supersonica, per lo sfortunato bombardiere tattico e ricognitore BAC TSR-2. Tali motori erano macchine termodinamiche straordinarie, dotate della capacità di sostenere velocità supersoniche alla quota di crociera senza l'impiego dei postbruciatori, cosa che non era possibile per i motori del concorrente sovietico Tupolev Tu-144. Risparmiando i compromessi derivanti dal posizionarli nella fusoliera o nelle radici alari, i motori erano fissati sotto le ali non in gondole, ma in strutture scatolari largamente solidali con la parte inferiore dell'ala. Questa soluzione era stata scelta perché erano necessarie delle prese d'aria dalla forma complessa, che sarebbero state difficili da realizzare in gondole. Tale soluzione aveva inoltre consentito di adottare un carrello alare dal gambo meno lungo di quello anteriore.

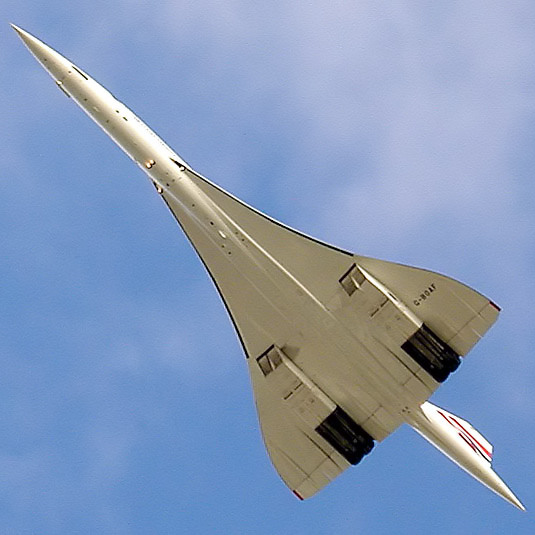
Ultimo volo del Concorde, compiuto dall'aeromobile G-BOAF da Heathrow a Bristol, il 26 novembre 2003

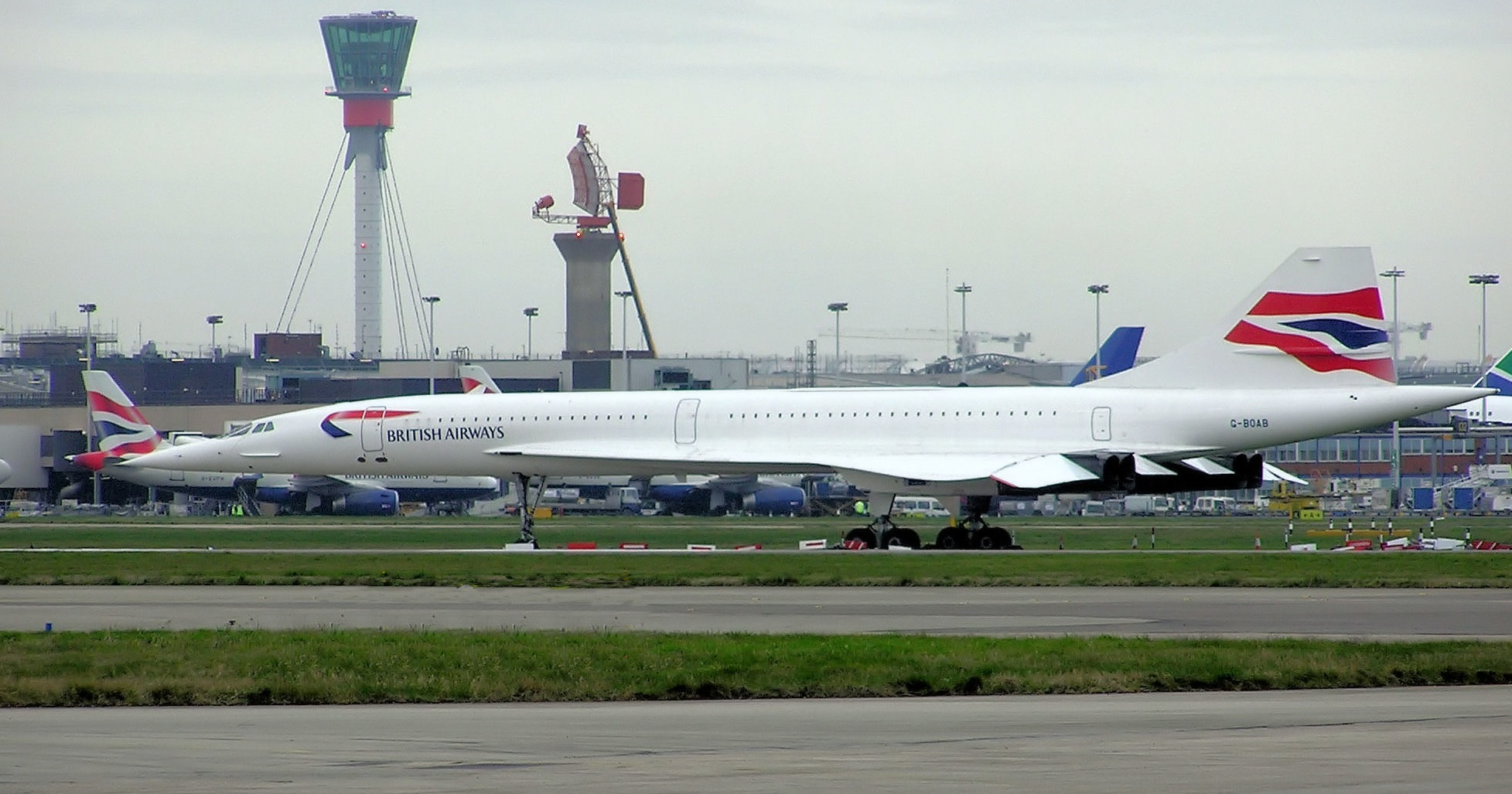
Concorde G-BOAB all'aeroporto di Heathrow, dopo il termine dei voli. Questo esemplare ha volato per un totale di 22296 ore nel periodo compreso tra il primo volo nel 1976 e l'ultimo nel 2000

Il Concorde fu il primo trasporto civile a utilizzare alcune nuove tecnologie, tra cui:
- Per la velocità e l'ottimizzazione del volo:
  - ala a delta ogivale
  - prese d'aria orientabili
  - capacità supercruise
  - propulsori thrust-by-wire, predecessori dei propulsori di tipo FADEC
  - sezione anteriore orientabile per migliorare la visibilità durante l'atterraggio
- Per la riduzione del peso e il miglioramento delle performance:
  - velocità di crociera (pari a Mach 2,02) adatta all'ottimizzazione dei consumi (minimo attrito supersonico)
  - utilizzo di alluminio per diminuire il peso e permettere una manutenzione relativamente tradizionale (velocità maggiori avrebbero richiesto l’impiego di altri materiali)
  - pilota automatico e controllo automatico della spinta, che permettevano il controllo completo dell'aereo dalla salita in quota all'atterraggio
  - sistemi di controllo di volo e di frenata analogici completamente elettrici
  - sistema idraulico ad alta pressione (28 MPa)
  - modifica del beccheggio tramite lo spostamento del combustibile attraverso la fusoliera per il controllo del centro di gravità del velivolo
  - riduzione del numero di componenti
  - assenza del generatore ausiliario di potenza

L'eredità principale del programma Concorde confluì nel consorzio Airbus. I partner del programma, BAC, che diventò in seguito BAE Systems, e Aérospatiale, successivamente EADS France, avevano il possesso congiunto del type certificate del Concorde, che successivamente venne trasferito al consorzio Airbus.

## Problemi del progetto

### Spostamento del centro di pressione

Schema dello spostamento del combustibile in fase di crociera.

Quando un aereo sorpassa il numero di Mach critico, il punto in cui agisce la risultante dalla somma delle forze aerodinamiche sviluppate dal velivolo, noto come centro di pressione, si sposta all'indietro. Questo fenomeno, se non controllato, provoca un improvviso abbassamento del muso del velivolo, in quanto l'equilibrio sull'asse di beccheggio viene meno. Gli ingegneri progettarono le ali specificamente per ridurre lo spostamento del centro di pressione, che tuttavia rimase di circa 2 metri.
Un ulteriore contenimento si sarebbe potuto esercitare agendo sulle superfici di controllo, ma alle velocità estremamente elevate di crociera ciò avrebbe comportato un notevole aumento dell'attrito. Per compensarlo, venne implementato un sistema che modificava la distribuzione del combustibile tra i vari serbatoi durante l'accelerazione e la decelerazione, spostando il centro di gravità e salvaguardando così l'equilibrio longitudinale.

### Propulsori

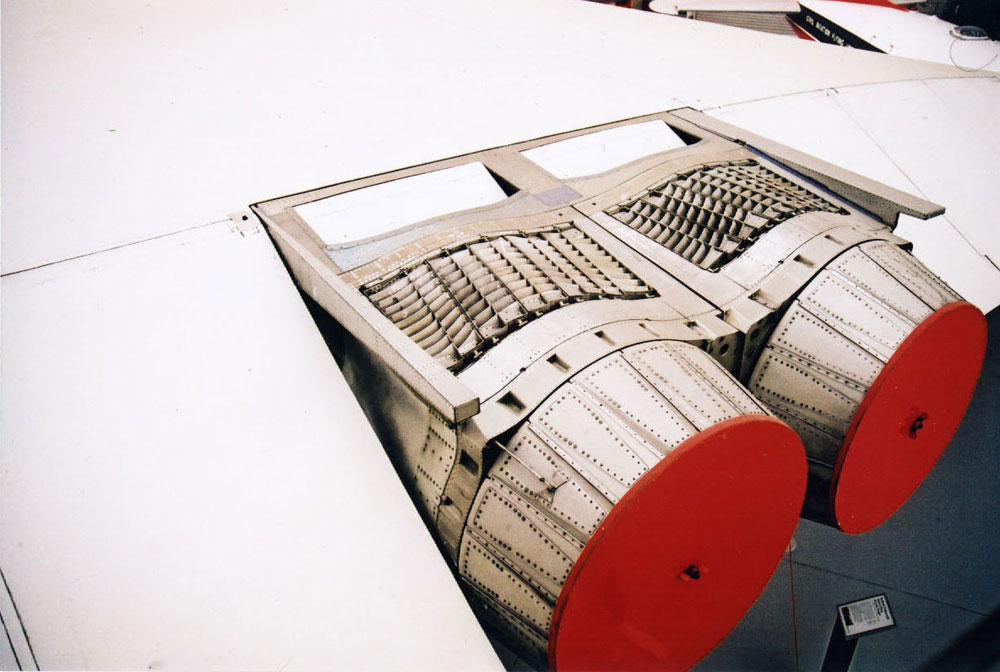
Particolare degli ugelli dei propulsori del velivolo G-AXDN

Schema delle alette interne alle prese d'aria

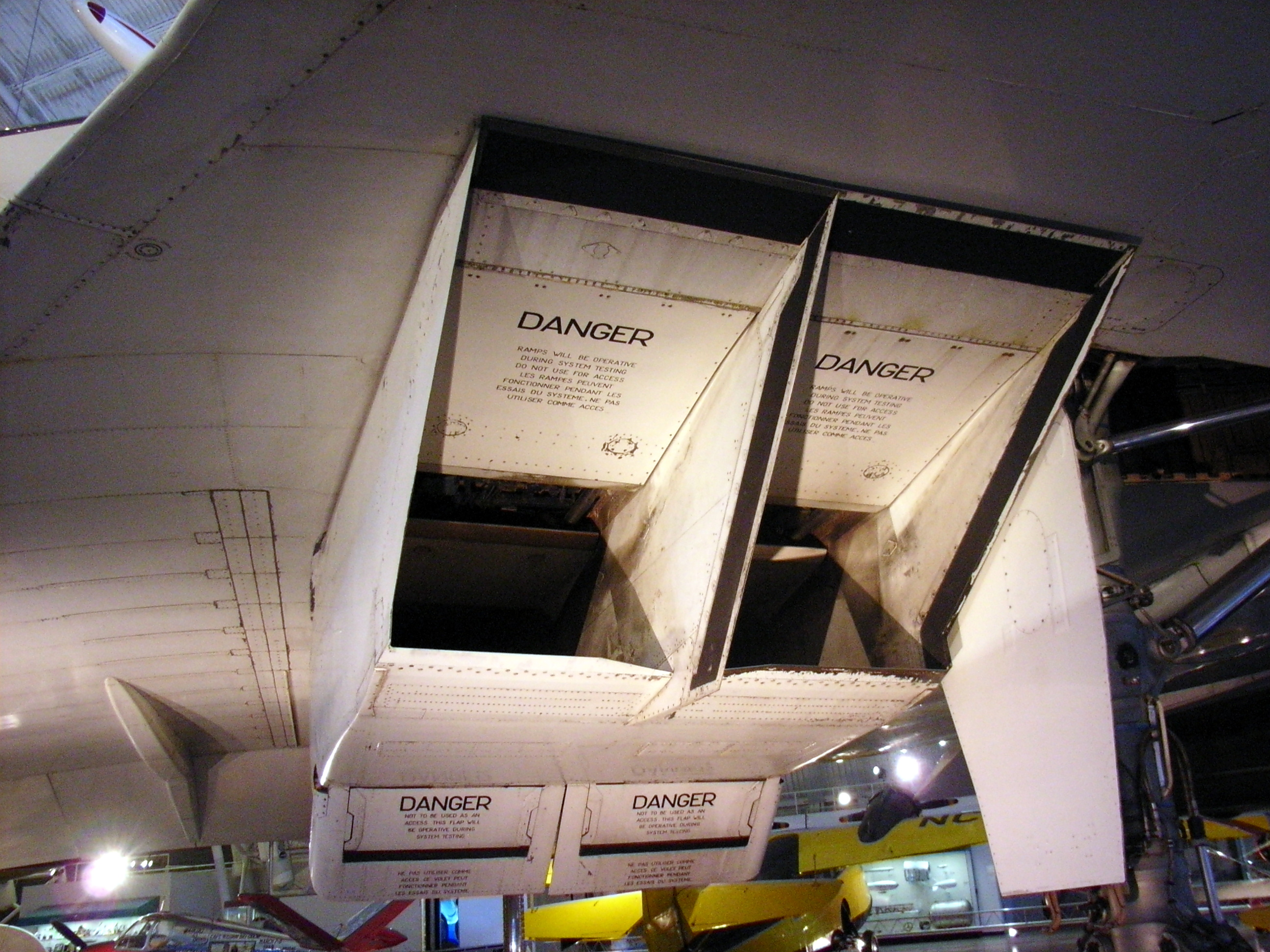
Vista frontale delle prese d'aria dei propulsori

Per svolgere servizio in modo economicamente sostenibile, il Concorde avrebbe dovuto combinare un'autonomia ragionevolmente estesa con un'efficienza sufficientemente elevata. Grande attenzione fu pertanto posta nella scelta ed ottimizzazione dei propulsori.
Vennero inizialmente presi in considerazione motori di tipo turboventola, ma ci si rese conto che la loro ingombrante sezione trasversale avrebbe generato troppo attrito. La scelta ricadde dunque sui motori turbogetto ed in particolare sui Rolls-Royce Olympus, originariamente sviluppati per il bombardiere subsonico Avro Vulcan e implementati (previa aggiunta di postbruciatore) per il multiruolo supersonico BAC TSR-2. La versione ad uso civile venne perfezionata e costruita insieme alla francese Snecma.
Un ulteriore particolare critico fu costituito dalle prese d'aria. I turbogetti possono infatti ricevere l'aria solamente a velocità subsoniche (al massimo circa Mach 0,9): a Mach 2 bisognava dunque rallentare l'aria e controllarne le onde d'urto, onde evitare danni al motore. Venne quindi progettato un dispositivo interno alle prese d'aria, costituito da alette e flap ausiliari modulabili.
- Durante il decollo, le alette erano in posizione piatta e il flap rialzato, per garantire il massimo afflusso d'aria al propulsore.
- In accelerazione, al raggiungimento di Mach 0,9 il flap si chiudeva e a Mach 1,3 le alette si spostavano, onde governare le onde d'urto.
- Alla velocità di crociera, attorno a Mach 2, le alette si spostavano ulteriormente verso il basso.[7]

Vennero poi adottate contromisure per gli eventuali malfunzionamenti di un propulsore, tema particolarmente delicato per un velivolo multimotore. Già a velocità subsoniche, tale circostanza è infatti foriera di gravi problematiche: la perdita di potenza su un lato si somma a un aumento dell'attrito che causa l'imbardata e la deriva dell'aereo nella direzione dell'avaria. A velocità supersoniche tutto ciò accade più rapidamente, inducendo conseguenze catastrofiche repentine e incontrollabili, che possono arrivare alla distruzione totale del velivolo ancora prima che i piloti abbiano il tempo di reagire. Sul Concorde l'avaria di un motore faceva dunque entrare in gioco il già citato sistema di alette e flap, che estendendosi completamente deflettevano l'aria verso la parte posteriore del propulsore guasto, diminuendo gli effetti d'attrito e aumentando la portanza. Nei test di pre-impiego il Concorde fu in grado di volare a circa Mach 2 con entrambi i propulsori situati sotto un'ala spenti senza andare incontro a perdite di controllo significative.
Al fine di risparmiare carburante i postbruciatori venivano utilizzati solo in decollo e nel passaggio al regime transonico (tra Mach 0,95 e Mach 1,7), restando disattivati per il resto del volo. A bassa velocità, i motori Olympus erano comunque inefficienti e dispendiosi: il Concorde poteva infatti consumare fino a due tonnellate di combustibile solo per la fase di rullaggio a terra. Per arginare tale problema, diventò uso comune il "dimezzare" la spinta: in fase di rullaggio venivano tenuti attivi solo i due propulsori più esterni, la cui potenza era comunque sufficiente a muovere il Concorde nelle manovre al suolo.

### Surriscaldamento

Profilo di riscaldamento del Concorde.

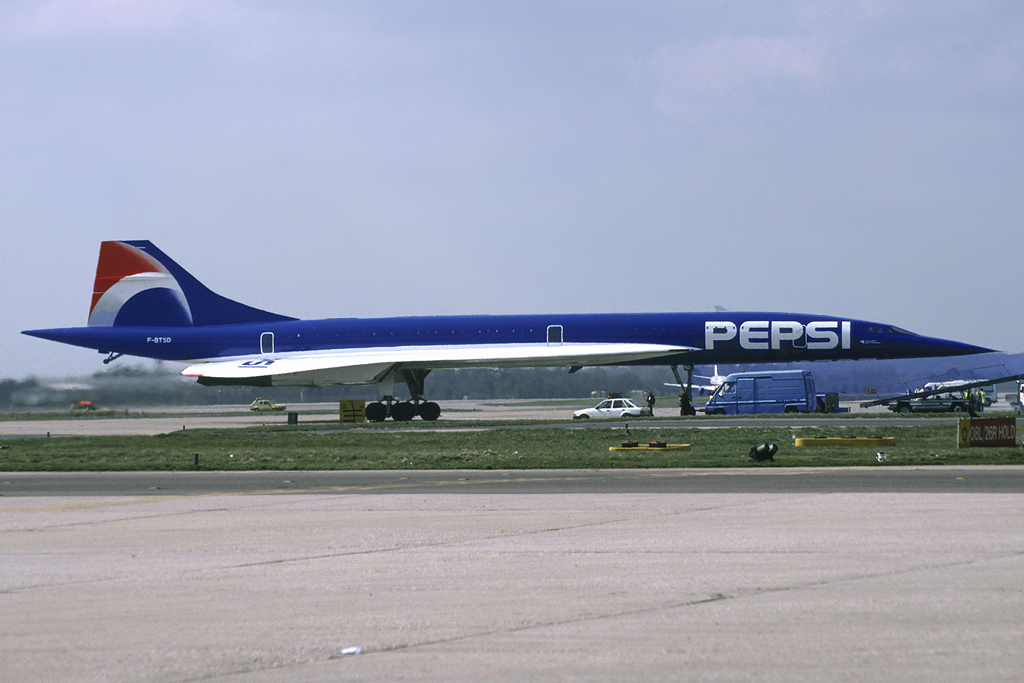
Il Concorde F-BTSD in livrea speciale Pepsi: il colore blu esponeva la fusoliera a un surriscaldamento maggiore, obbligando a limitare le prestazioni.

Nella struttura di un aereo supersonico le parti soggette a maggior riscaldamento si trovano, oltre che nella zona dei motori, nella sezione di prua. Più è alta la velocità di volo, più è elevata la compressione dell'aria provocata dal moto dell'aereo: il muso, in quanto parte dell'aeromobile deputata a "fendere" l'aria, è la componente più esposta alle conseguenze dell'attrito atmosferico. A riscontro di ciò, in fase di volo supersonico i finestrini nella cabina di pilotaggio diventavano talmente caldi da non poter essere toccati a pelle nuda.
Le scelte progettuali degli ingegneri (che per abbattere i costi e semplificare la fabbricazione scelsero quale materiale costruttivo dominante il duralluminio, avente una temperatura massima sopportabile pari a 127 °C) ebbero un ruolo determinante nel fissare la velocità massima di crociera a Mach 2,02. Un ritmo più elevato avrebbe infatti affaticato troppo il metallo, mettendo a repentaglio la sicurezza d'esercizio.
Nonostante tale accorgimento, ci si rese presto conto che anche in altre parti dell’aereo — come il bordo d’attacco e i bordi delle prese d’aria dei motori — la temperatura tendeva comunque a superare i limiti accettabili. Fu quindi implementato un sistema di raffreddamento analogo a quello adottato con successo anni prima sul ricognitore strategico statunitense Lockheed SR-71: una rete di tubazioni provenienti dall’impianto del combustibile avvolgeva le parti più esposte al surriscaldamento, facendo circolare su di esse il combustibile stesso, che fungeva così da liquido refrigerante.
Oltre alle temperature massime dovettero anche essere considerate attentamente le escursioni termiche: la carlinga dell'aereo infatti tendeva a scaldarsi in fase di decollo, per poi raffreddarsi man mano che aumentava la quota in regime subsonico; successivamente riprendeva a riscaldarsi al passaggio in regime supersonico, si raffreddava nuovamente al momento della decelerazione e infine si riscaldava ancora in fase di discesa e atterraggio. Tale irregolarità termica, se non governata, avrebbe potuto causare violente espansioni e contrazioni all'alluminio della fusoliera.
A tale scopo, si scelse di utilizzare livree in buona parte basate sul colore bianco, ritenuto il più adatto a rifrangere e disperdere il calore. A tal proposito, nel 1996 l'Air France stipulò un contratto di sponsorizzazione con la Pepsi-Cola, a seguito del quale il Concorde F-BTSD venne ridipinto nel tipico colore blu del brand statunitense. Comprendendo il pericolo, i tecnici consigliarono alla compagnia di far operare tale aereo su rotte non eccessivamente lunghe, di limitarne la velocità a Mach 1,7 e di non spingerlo a velocità supersonica per più di 20 minuti.

### Freni e carrello d'atterraggio

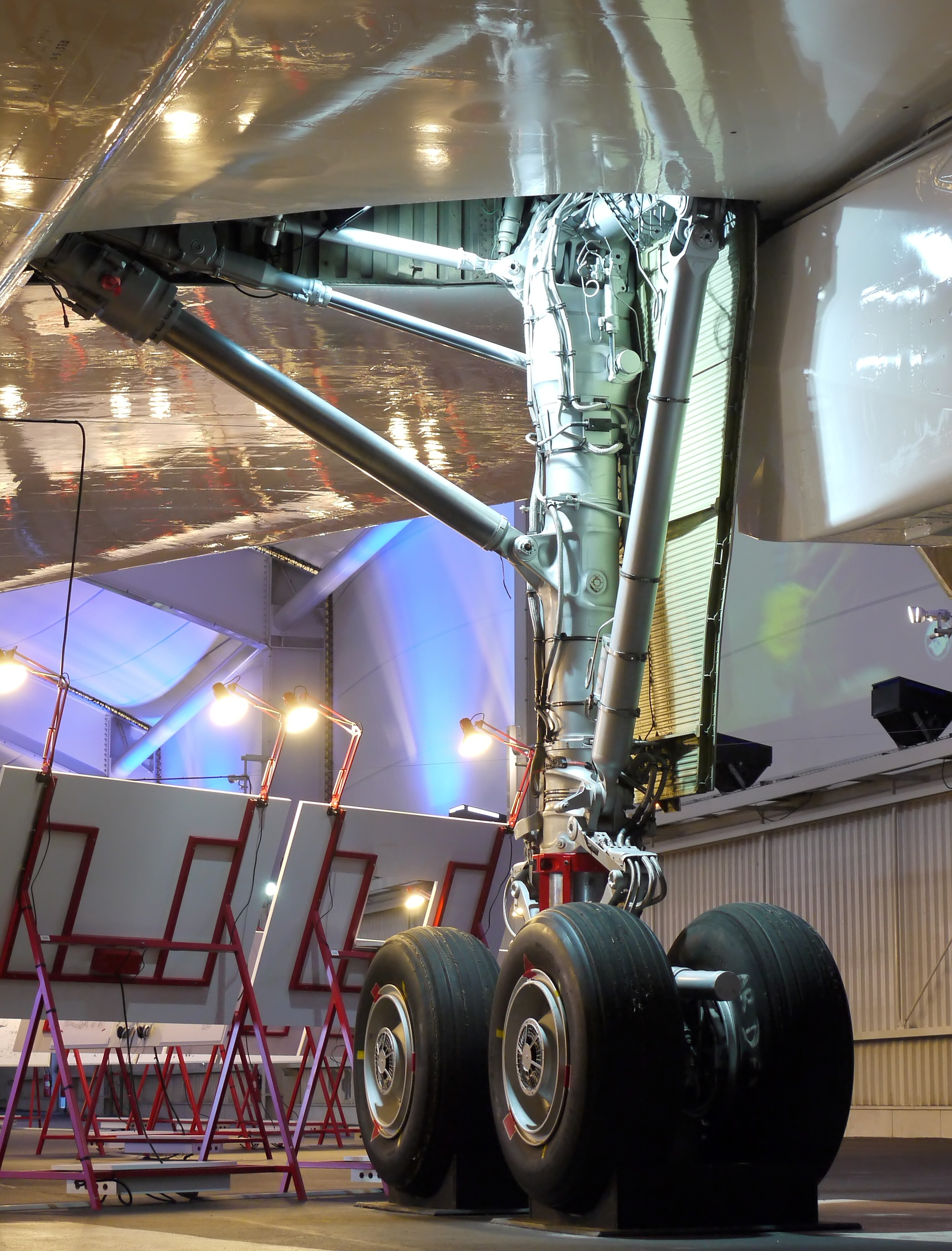
Carrello d'atterraggio alare del Concorde.

Per garantire che l'ala a delta fornisse il sostentamento aerodinamico necessario, il Concorde doveva decollare ad una velocità di circa 400 km/h, molto più elevata delle velocità di decollo dei comuni aerei di linea subsonici, pertanto doveva possedere un adeguato sistema frenante, per far fronte alla possibilità di annullamento della partenza a corsa di decollo già in corso. Vennero così progettati speciali freni in carbonio e un sistema antibloccaggio delle ruote detto Anti-Skid (autentico precursore dell'ABS poi diventato d'uso comune nelle autovetture). Il sistema frenante così concepito era in grado di fermare il velivolo, con peso di 188 tonnellate e lanciato a 305 km/h, in uno spazio di circa 1 600 metri. Data la sua configurazione a elevoni, il Concorde era inoltre sprovvisto di aerofreni e per arrestarsi in pista poteva unicamente fare affidamento sui freni del carrello e sugli inversori di spinta dei propulsori.
Durante la progettazione gli ingegneri si accorsero che il carrello d'atterraggio doveva essere irrobustito, a causa dei notevoli carichi generati dall'angolo d'attacco piuttosto elevato necessario per l'atterraggio indotto dalle ali a delta. Questo aumento dei carichi ne rese necessaria la riprogettazione. Sempre per ovviare al problema dell'elevato angolo di attacco fu necessario installare un quarto carrello retrattile (di ridottissime dimensioni) nel cono di coda, per evitare che questa parte strisciasse per terra in fase di decollo o atterraggio.

### Autonomia
Era previsto che il Concorde volasse da Londra o Parigi a New York o Washington senza scali, e per raggiungere questo requisito i progettisti riuscirono a dotarlo di un'autonomia che era la più alta mai posseduta da un aereo supersonico. Questo risultato venne conseguito attraverso un'attenta progettazione delle ali per ottenere un buon rapporto portanza/attrito, una sofisticata ottimizzazione dei propulsori a velocità supersoniche, un carico relativamente leggero e una grande capacità dei serbatoi di combustibile.
Nonostante gli sforzi, poco dopo i primi voli venne progettato un modello "B" con una maggiore quantità di combustibile e delle ali leggermente più ampie con ipersostentatori alle estremità, per aumentare ulteriormente le performance aerodinamiche a tutte le velocità. Erano previsti propulsori più potenti, equipaggiati con dispositivi per la riduzione del rumore e privi di postbruciatori, che consumavano molto combustibile ed erano rumorosi. Queste modifiche avrebbero aumentato il raggio di azione di 500 km, anche con un carico maggiore, e permesso di aprire nuove rotte commerciali. Il progetto del Concorde "B" venne tuttavia cancellato a causa dell'insuccesso commerciale.

### Esposizione alle radiazioni
Il Concorde volava ad una quota di crociera di circa 17 000 metri, molto superiore rispetto a quella dei classici voli di linea e, a tale quota, la quantità radiazioni ionizzanti provenienti dallo spazio è circa doppia rispetto alle quote dei velivoli tradizionali. Tuttavia, a causa del tempo di volo ridotto, la dose equivalente di radiazione ricevuta in totale era inferiore a quella assorbita in un volo tradizionale. Sul ponte di volo erano presenti un radiometro e uno strumento per misurare il tasso di variazione delle radiazioni, in modo tale che, in caso di occasionali aumenti dell'attività solare, se i livelli fossero divenuti eccessivi, i piloti ne sarebbero stati allertati e sarebbero potuti scendere sotto i 14000 m. Tramite la lettura del tasso di variazione era possibile capire se fosse necessario cambiare quota e di quanto, evitando di esporre i passeggeri a livelli di radiazione pericolosi.

### Pressurizzazione della cabina

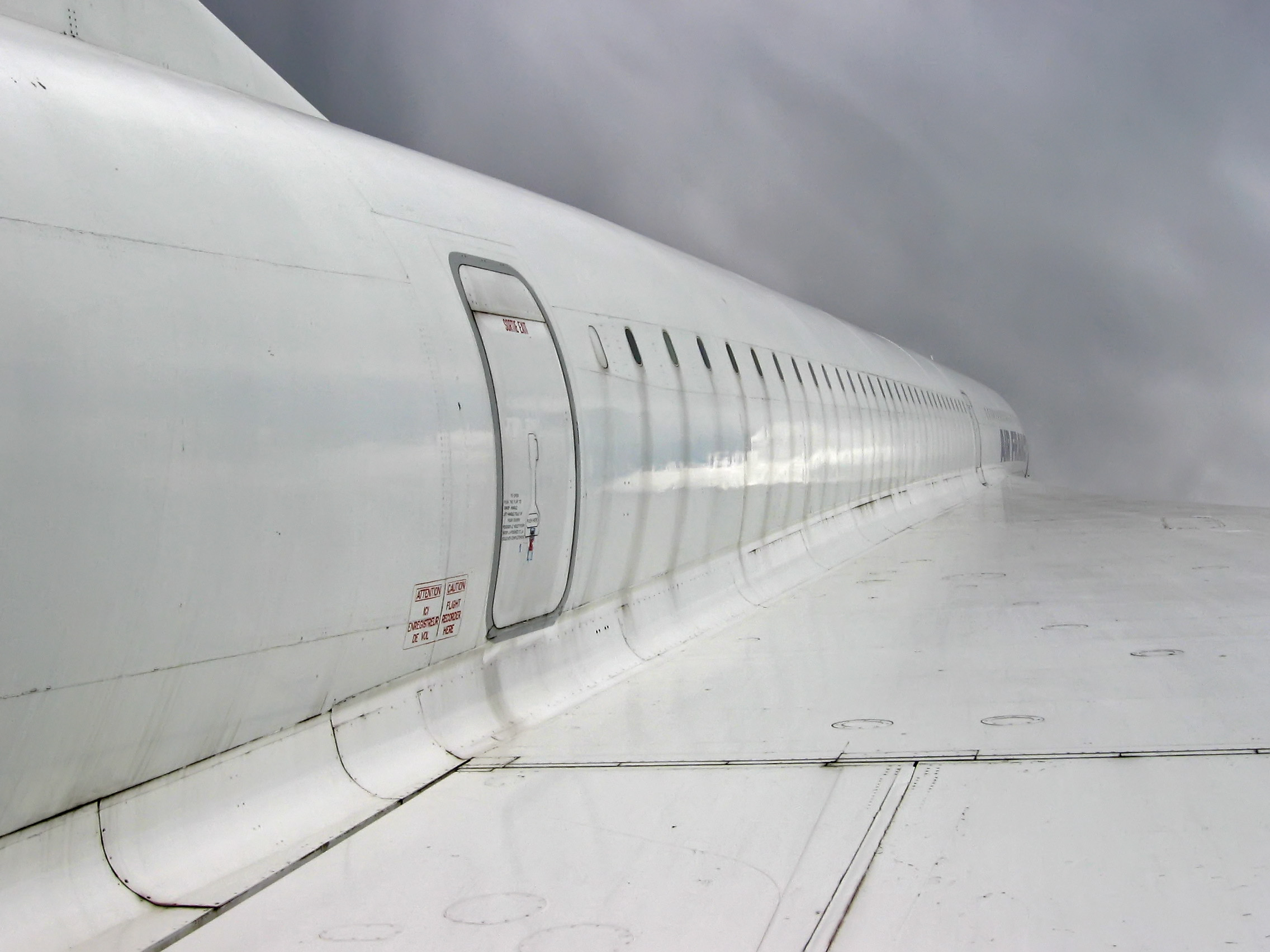
Vista particolare della fusoliera, che mette in evidenza le dimensioni ridottissime dei finestrini

Le cabine degli aerei di linea subsonici sono generalmente pressurizzate alle atmosfere equivalenti a una quota di 1800-2400 m s.l.m., a fronte di una tangenza compresa tra i 9000 m e gli 11000 m.
Tale modo di procedere era poco adatto per il Concorde a causa delle sue quote di crociera particolarmente elevate, alle quali il venire meno di una pressurizzazione del genere avrebbe comportato una decompressione così rapida da rendere fisicamente impossibile indossare le maschere a ossigeno: oltre i 15000 m di quota l'aria è infatti rarefatta al punto tale da causare la perdita di coscienza nel giro di 10-15 secondi anche ad un soggetto fisicamente allenato e molto prestante.
Per questo motivo, il Concorde aveva una pressurizzazione "tarata" su quote maggiori, allo scopo di  rallentare la dispersione d'aria in caso di problemi e consentire a tutti gli occupanti di avere tempo a sufficienza per indossare le maschere ad ossigeno ed evitare l'ipossia. Per lo stesso motivo i finestrini dell'area passeggeri erano molto piccoli, in modo da ridurre lo spazio da cui avrebbero potuto verificarsi perdite. L'aereo aveva poi un serbatoio supplementare d'aria, che poteva all'occorrenza essere immessa in cabina per ovviare agli eventuali decrementi e dare tempo ai piloti di scendere a quote con concentrazioni di ossigeno migliori.
A beneficio dei piloti, la cabina di comando disponeva di maschere di tipo C-PAP, capaci di pompare ossigeno ad alta pressione nei polmoni.

### Muso ad assetto variabile

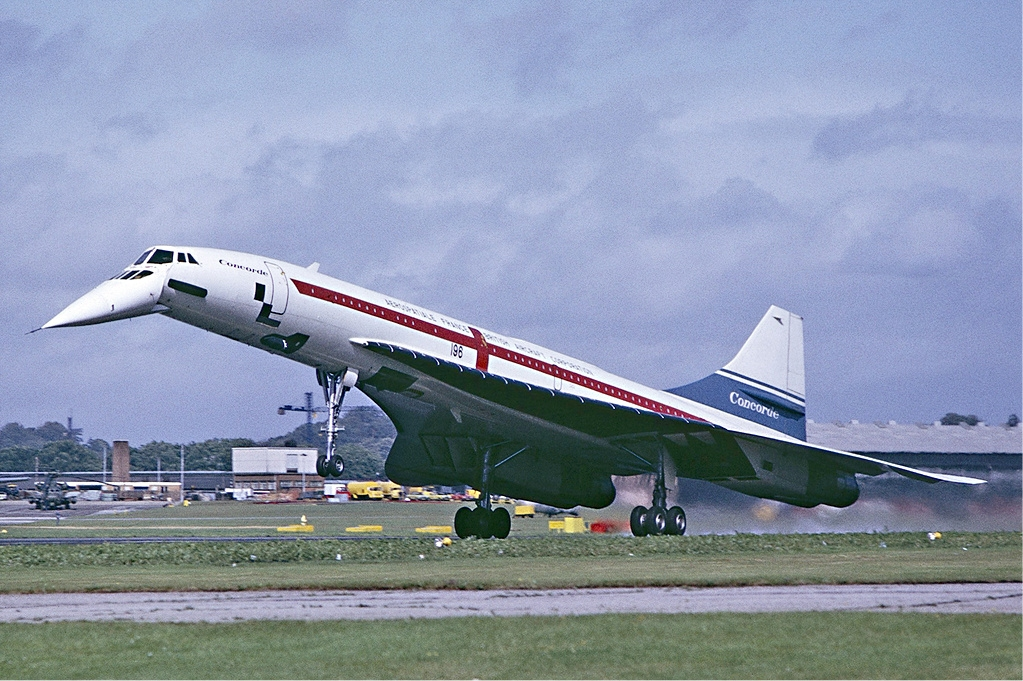
Concorde in atterraggio a Farnborough nel settembre 1974: è ben evidente il muso in posizione ribassata.

Il caratteristico "muso" ad assetto variabile del Concorde, che fu uno degli aspetti più caratteristici del velivolo, nacque dall'esigenza di conciliare la sua forma aerodinamica, atta a ridurre l'attrito e aumentare l'efficienza in volo, con la necessità dei piloti di avere una buona visuale frontale durante le fasi di rullaggio, decollo e atterraggio.
A tal proposito, è opportuno sottolineare che il Concorde, essendo provvisto di ali a delta, decollava e atterrava con un angolo d'attacco più elevato rispetto a quello di aerei dotati di altre configurazioni alari, a causa del modo in cui le ali a delta generano la portanza. In tali frangenti il "cono" di prua del Concorde, che era molto lungo, avrebbe ostruito ai piloti la visuale della pista.
Gli ingegneri progettarono dunque un'articolata soluzione che permetteva a tale parte dell'aereo di oscillare. In fase di decollo e rullaggio, essa veniva inclinata verso il basso di 5° rispetto alla posizione orizzontale, mentre in fase di atterraggio si arrivava a 12,5°. Il parabrezza del cockpit era composto di 2 strati di vetro sovrapposti, anche per difendersi maggiormente dal surriscaldamento durante il volo. Con l'abbassamento del muso, anche lo strato superiore scorreva verso il basso, andando a estendere la superficie trasparente utilizzabile.
Il parabrezza più esterno era tuttavia mobile in maniera indipendente rispetto al resto del muso basculante e, in alcuni brevi voli subsonici, si optava per tenere il cono di punta in posizione orizzontale e abbassare soltanto lo strato vetrato più esterno.

### Costi eccessivi
Il budget per la costruzione di un Concorde passò dai 6 miliardi di lire del 1969 a 30 miliardi della fine degli anni ottanta e ciò comportò la riduzione della produzione a sole 20 unità contro le 500 previste. La manutenzione dell'aereo durava tra le 18 e le 20 ore per ogni ora di volo, contro le due ore impiegate mediamente per altri aerei di linea, e il suo costo per ogni ora di volo era di 175 000 franchi (di cui 88 000 franchi di sola manutenzione, oltre la metà del costo complessivo di un volo).
Gli impressionanti consumi di combustibile, in media 17 litri a passeggero per ogni 100 km, erano un problema relativo prima delle gravi crisi petrolifere del 1973 e del 1979, che comportarono un grande incremento del prezzo del petrolio e dei prodotti derivati. L'elevato costo dei biglietti, tre volte maggiore di quello della prima classe sui voli classici, finì col fare del Concorde un aereo a uso esclusivo di VIP e persone molto ricche. Il grave deficit maturato dal Concorde negli anni di esercizio ha portato l'aereo a essere incluso nella lista degli elefanti bianchi, espressione con cui nei paesi anglosassoni si indicano progetti o beni i cui costi di realizzazione e gestione non sono compensati dai benefici che procurano.

## Storia operativa

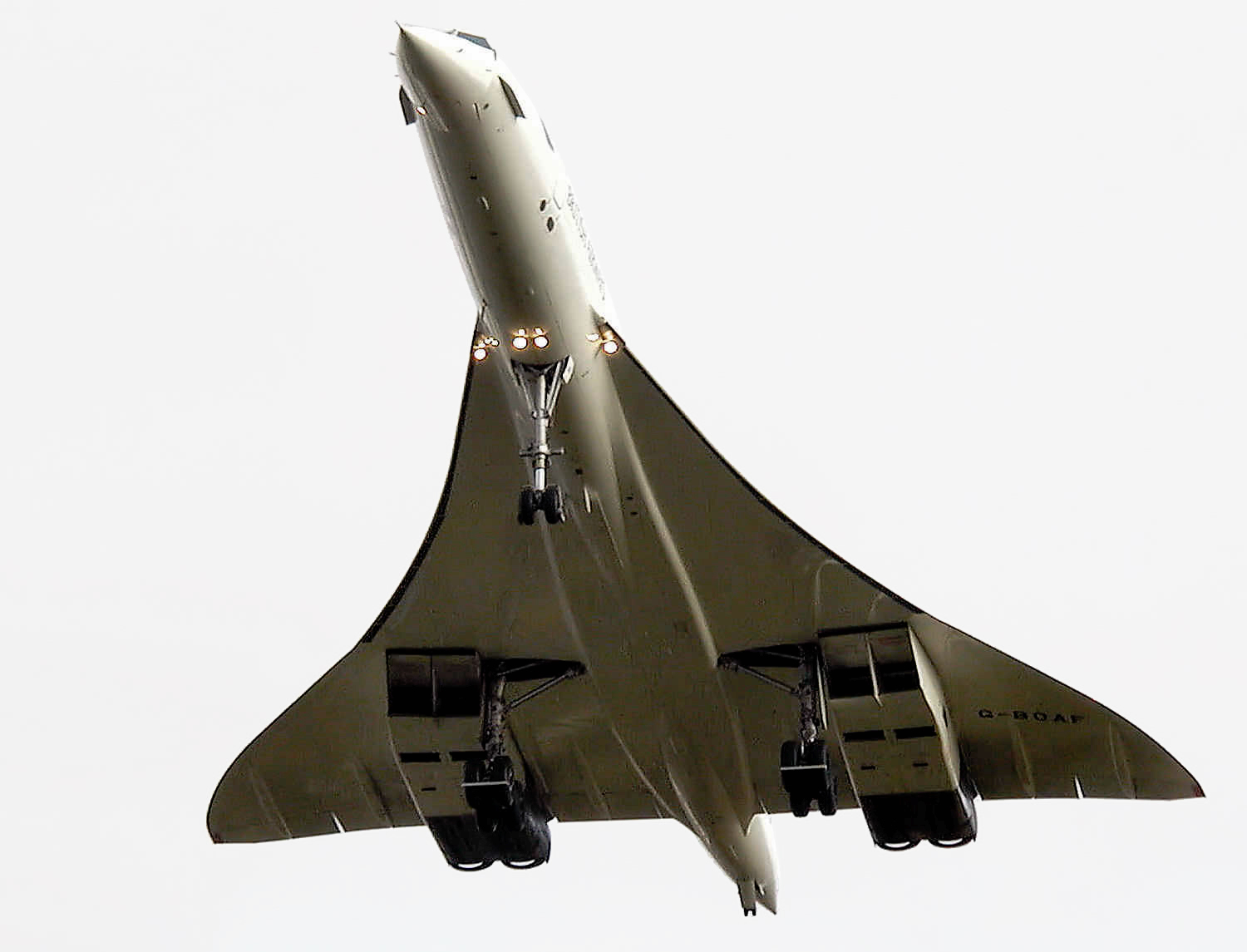
Concorde G-BOAF in atterraggio alla base aerea di Filton, nei pressi di Bristol, nell'ultimo volo di questo tipo di aereo, il 26 novembre 2003

I voli commerciali incominciarono il 21 gennaio 1976 sulle rotte Londra-Bahrein e Parigi-Rio de Janeiro. Il Congresso degli Stati Uniti d'America bandì inizialmente gli atterraggi dei Concorde negli Stati Uniti d'America, principalmente a causa delle proteste dei cittadini statunitensi riguardanti i boom sonici. Successivamente il segretario statunitense dei trasporti, William Coleman, fornì uno speciale permesso per gli atterraggi all'Aeroporto di Washington, consentendo ad Air France e British Airways di incominciare i voli per questa destinazione il 24 maggio 1976.
La città di New York proibì localmente i voli del Concorde, ma questa decisione venne revocata il 17 ottobre 1977, quando la Corte suprema degli Stati Uniti d'America respinse la decisione della Port Authority of New York and New Jersey, in quanto si era scoperto che il rumore prodotto dall'Air Force One, all'epoca un Boeing VC-137, era superiore a quello del Concorde a velocità subsoniche e durante le operazioni di decollo e atterraggio. I voli di linea da Parigi e da Londra verso l'Aeroporto Internazionale Kennedy di New York ebbero inizio il 22 novembre 1977.
I voli della British Airways erano in genere identificati dai codici "BA001" (Londra-New York), "BA002" (New York-Londra), "BA003" (Londra-New York), "BA004" (New York-Londra), mentre quelli dell'Air France erano generalmente chiamati "AF001" (New York-Parigi) e "AF002" (Parigi-New York).

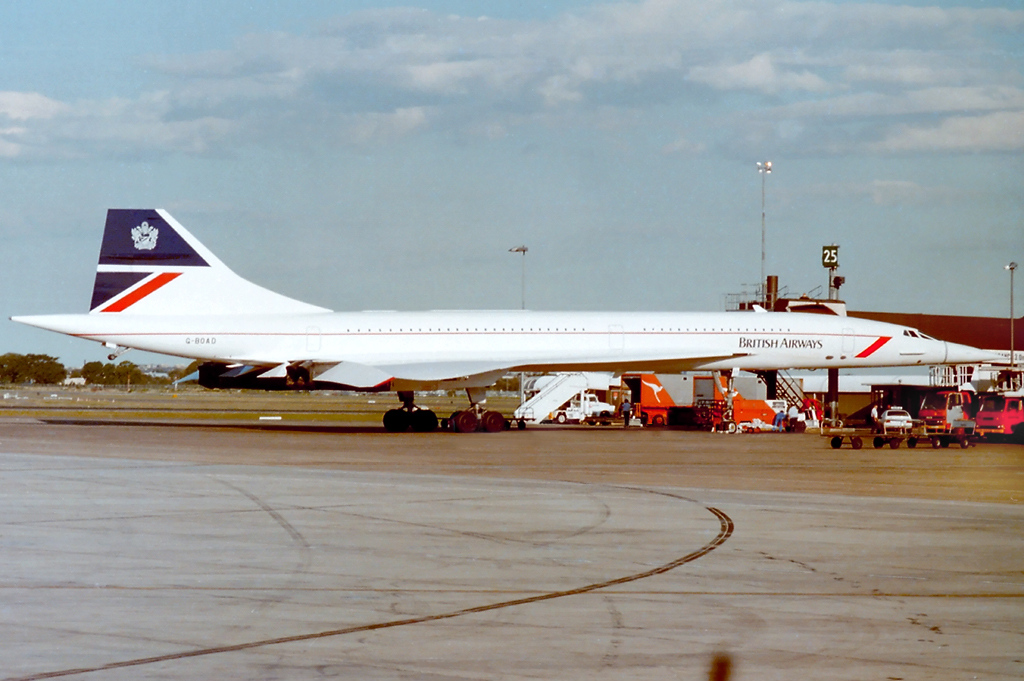
Concorde all'aeroporto di Sydney, 3 ottobre 1995

Il futuro del Concorde apparve piuttosto tetro nel 1981, poiché il Governo del Regno Unito aveva subito ingenti perdite nel mantenere operativo il velivolo e stava pensando di ritirare l'aereo dal servizio dopo soli 5 anni, nonostante una proiezione dei costi avesse messo in luce una notevole riduzione dei costi dei test metallurgici, in quanto i dati già ottenuti indicavano che le ali erano in grado di resistere per circa trent'anni. Nel tardo 1983 il direttore della British Airways riuscì a convincere il governo a vendere l'aereo, all'epoca di proprietà dello stato, alla British Airways per 16,5 milioni di sterline, più i profitti del primo anno.
Una ricerca di mercato rivelò che i potenziali clienti del Concorde si aspettavano che il prezzo dei biglietti fosse maggiore di quanto era in realtà: la British Airways aumentò pertanto i prezzi adattandoli alla percezione dei clienti. In questo modo la compagnia britannica riuscì a riportare in attivo i voli, a differenza della compagnia francese. Nell'anno più remunerativo la British Airways ricavò profitti per 50 milioni di sterline con un guadagno totale negli anni di servizio di 1,75 miliardi di sterline, a fronte di costi per 1 miliardo.
Mentre gli aerei di linea tradizionali impiegavano circa sette ore per la rotta New York-Parigi, il Concorde poteva compiere lo stesso tragitto in tre ore e mezza. La velocità quasi doppia del Concorde faceva talvolta apparire gli altri aerei in un movimento apparente all'indietro. Fino al 2003, le due compagnie aeree continuarono a operare i voli verso New York giornalmente. Durante la stagione invernale erano compiuti anche voli verso Barbados e vari voli charter verso varie destinazioni europee.
Nel 1985 un Concorde della British Airways atterrò all'aeroporto di Cleveland-Hopkins nell'ambito di uno speciale volo tra Londra e Cleveland, della durata di 3 ore e 10 minuti. L'attenzione pubblica generata dall'evento fece guadagnare prestigio all'aeroporto di Cleveland e permise di trasformarlo in aeroporto internazionale. Nel 2000 era previsto un successivo volo speciale con il ritorno a Cleveland, ma, a causa dell'incidente del volo 4590 a Parigi, esso venne posticipato. Venne presa in considerazione l'idea di aggiungere una rotta verso Cleveland, ma, a causa della vicinanza dell'aeroporto a una zona residenziale, essa non ebbe seguito.
Il 12 e 13 ottobre 1992, in commemorazione del 500º anniversario della scoperta delle Americhe da parte di Cristoforo Colombo, il Concorde F-BTSD dell'Air France circumnavigò il globo in 32 ore, 49 minuti e 3 secondi, partendo da Lisbona, in Portogallo, attraverso sei scali per il rifornimento a Santo Domingo, Acapulco, Honolulu, Guam, Bangkok e Bahrein.
Lo stesso esemplare, il 15 e 16 agosto 1995, circumnavigò nuovamente il globo partendo dall'aeroporto JFK di New York in 31 ore, 27 minuti, 49 secondi, con sei scali per il rifornimento a Tolosa, Dubai, Bangkok, Guam, Honolulu e Acapulco. Questi due record sono ancora imbattuti.

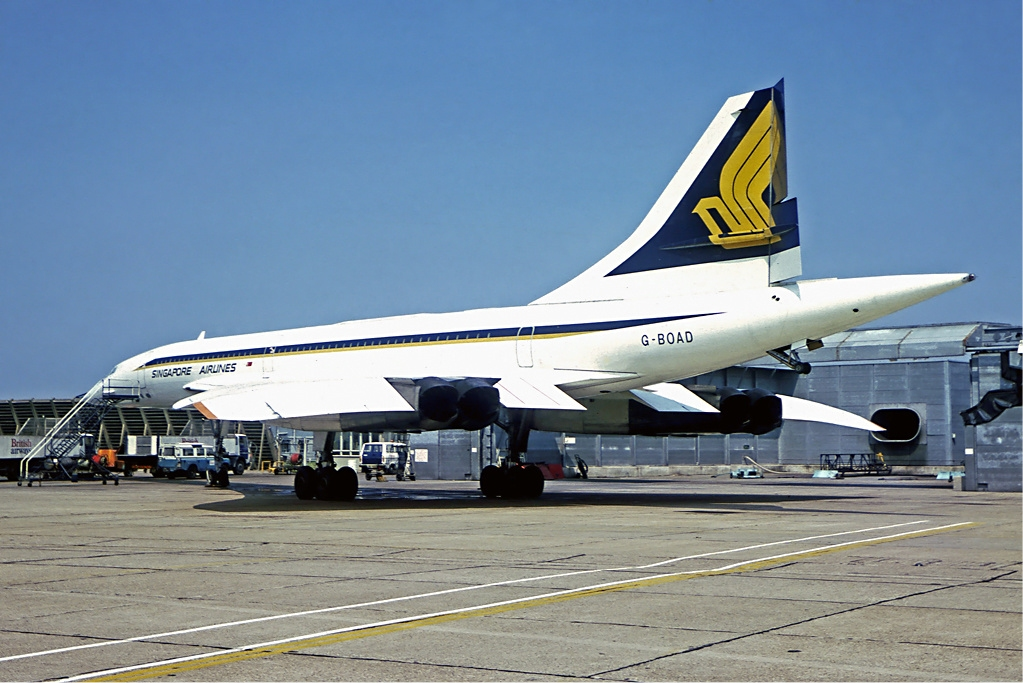
Concorde in livrea della Singapore Airlines.

Nel 1977 la British Airways e la Singapore Airlines condivisero i voli del Concorde tra Londra e Singapore. L'aereo impiegato, il G-BOAD, venne ridipinto nella livrea della Singapore Airlines nel lato sinistro e nella livrea della linea aerea britannica nel lato destro. Questa linea venne annullata dopo tre voli a causa delle lamentele sui livelli di rumore avanzate dal governo della Malaysia. Una nuova rotta avrebbe potuto evitare lo spazio aereo della Malesia, ma una disputa con l'India impediva al Concorde di raggiungere la velocità supersonica nello spazio aereo indiano, cosicché la rotta venne infine dichiarata non praticabile e interrotta nel 1980.
Durante il boom economico messicano, l'Air France stabilì una rotta verso l'Aeroporto Internazionale Benito Juárez di Città del Messico facendo scalo a Washington o New York. I voli, due volte alla settimana, vennero compiuti dal settembre 1978 al novembre 1982. La successiva crisi economica mondiale portò la cancellazione della rotta. La rotta seguita dall'Air France comportava una decelerazione da Mach 2,02 a Mach 0,95 in modo da sorvolare la Florida in regime subsonico, e una successiva accelerazione durante l'attraversamento del Golfo del Messico. Questo inconveniente poteva essere evitato volando a metà strada tra Miami e Bimini e virando verso ovest nei pressi di Key West, in modo da non generare boom sonici sulla Florida, rotta alternativa che venne implementata dalla British Airways.
Tra il 1984 e il 1991 venne stabilita una rotta (con tre voli alla settimana) tra Londra e Miami, con scalo all'aeroporto di Washington. Il volo tra Washington e Miami era subsonico per un tratto, successivamente i piloti compivano una rapida ascesa a circa 18 000 m (con una velocità di salita di circa 1 828 m al minuto) ed acceleravano alla velocità di crociera supersonica, riuscendoci grazie al ridotto peso dell'aereo, dovuto a una quantità di combustibile esattamente calcolata per la tratta e una media di 25-30 passeggeri. Dopo circa 6-8 minuti in regime supersonico, l'aereo rallentava e incominciava la discesa per l'atterraggio a Miami. In diverse occasioni, il maltempo presente all'aeroporto di Washington e i pochi passeggeri portavano ad eseguire voli diretti tra Miami e Londra, con un tempo di percorrenza di tre ore e 47 minuti.
Dal 1978 al 1980 la Braniff International Airways noleggiò 10 Concorde, cinque francesi e cinque britannici. Vennero impiegati per voli subsonici tra l'Aeroporto Internazionale di Dallas-Fort Worth e quello di Washington. Gli esemplari erano registrati nelle nazioni di appartenenza e negli Stati Uniti: il numero di registrazione originale era coperto da un adesivo. I voli si rivelarono poco remunerativi, poiché generalmente le prenotazioni erano inferiori al 50%, e la Braniff terminò le operazioni nel maggio 1980.

### Aereo presidenziale

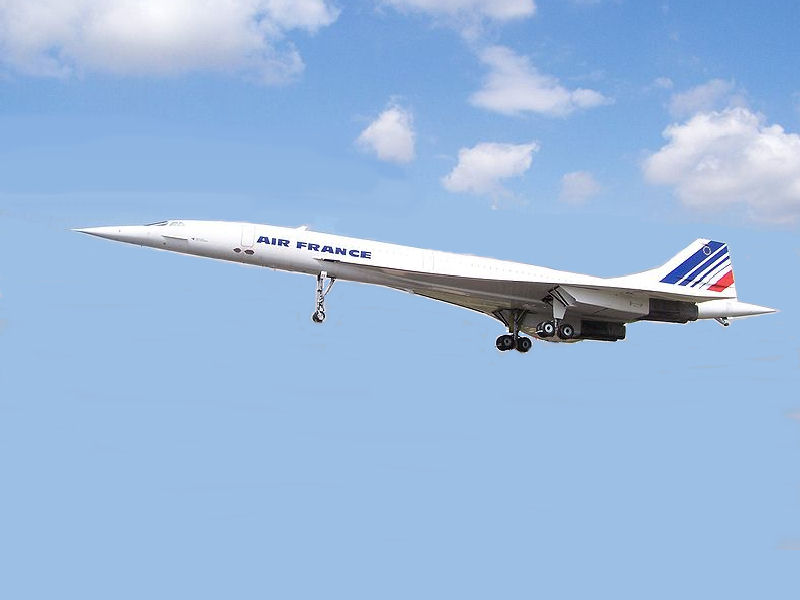
Un Concorde dell'Air France era utilizzato per i voli presidenziali del Presidente della Repubblica François Mitterrand

Un Concorde dell'Air France è stato spesso utilizzato per i viaggi dei Presidenti della Repubblica francese.
Il 7 maggio 1971 il Concorde, mentre era ancora in fase di test, trasportò il Presidente della Repubblica Georges Pompidou, che divento quindi il primo capo di Stato ad utilizzare un prototipo per un viaggio ufficiale. Durante questo volo Pompidou rilasciò un'intervista in diretta ai microfoni della ORTF, in cui dichiarò: «Sono colpito dalla stabilità dell'apparecchio a più di 2 000 chilometri all'ora. Non me ne sarei nemmeno accorto, tanto il volo è tranquillo, dolce e silenzioso, se non avessi visto la costa francese, in lontananza, allontanarsi a una velocità straordinaria. A tutto il personale dell'Aérospatiale, dagli ingegneri ai tecnici e a tutto il personale, io vorrei dire, per la gioia che mi danno oggi, grazie di cuore!»
Nel 1981 il Presidente della Repubblica François Mitterrand si recò in Cina con il jet supersonico; da tale anno fino al 1995 tutti i viaggi presidenziali di una certa lunghezza furono effettuati con il Concorde. Il velivolo era allestito per l'occasione con un ufficio e una zona notte nella parte anteriore della cabina, mentre la parte posteriore della cabina era riservata agli ospiti e disponeva di una fotocopiatrice.
A bordo veniva installato un sistema per criptare le comunicazioni "sensibili" con un telefono cellulare verso l'ufficio del Presidente. Un pilota specializzato in trasmissioni radio era a bordo per gestire le comunicazioni del Presidente. Un secondo Concorde faceva parte del gruppo aereo ed era pronto ad accogliere il Presidente nel caso di un guasto del primo.
Durante una visita al Centre spatial guyanais nella Guyana francese, il 12 settembre 1985, il Concorde usato come aereo presidenziale subì un incidente: dopo due giri a metà per dei problemi al carrello anteriore, Mitterrand fu costretto a cambiare aereo. Quel giorno il lancio del vettore Ariane 3, alla presenza del Presidente, fallì, con il razzo che fu distrutto per la cattiva traiettoria.
Nel 2000, durante un periodo di coabitazione, il Presidente Jacques Chirac e il Primo ministro Lionel Jospin, politicamente antagonisti, previdero l'acquisizione di due nuove unità (si tratterà di due Airbus A319 CJ) per ringiovanire la flotta governativa ufficiale e compensare la futura assenza del Concorde.

## Esperienze dei passeggeri

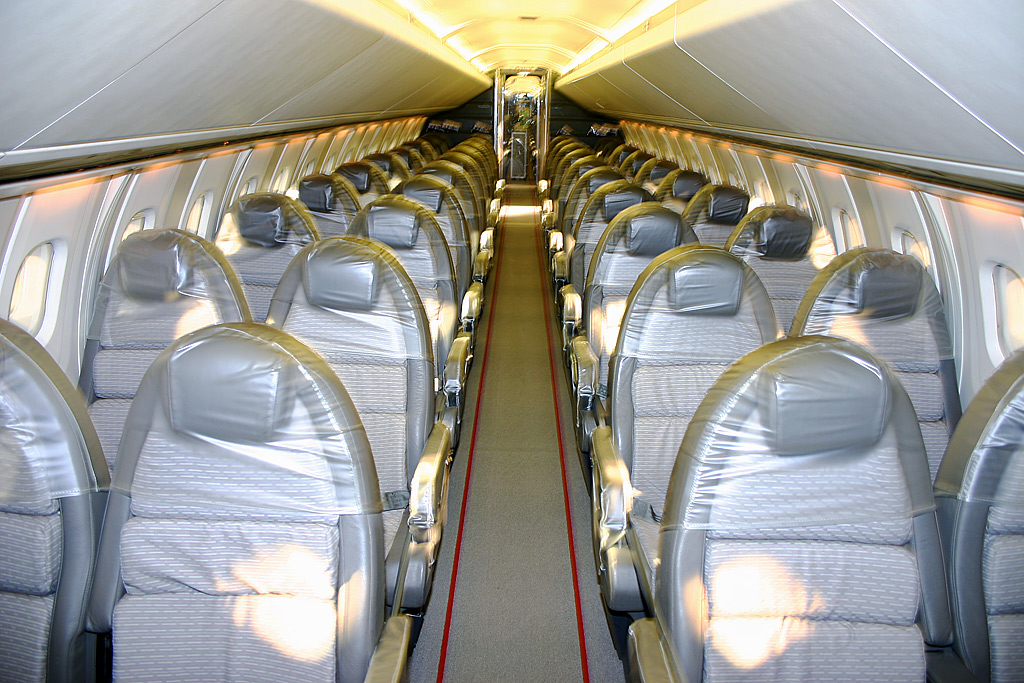
Interni di un Concorde britannico prima del 2000.

L'esperienza di volo sul Concorde era diversa rispetto a quella su un aereo di linea commerciale subsonico, per molti motivi.
Generalmente gli aerei impiegati per i voli a lunga percorrenza prevedono infatti un allestimento a più classi, con differenti livelli di servizio e varie comodità per i passeggeri: intrattenimento audiovisivo, sedili rotabili/reclinabili ed aree in cui è possibile camminare. Tutto ciò era completamente assente nel Concorde, la cui cabina passeggeri era configurata in classe singola a 100 sedili (25 file con quattro sedili per fila, divisi in coppie per ciascun lato, con un corridoio centrale): onde sfruttare al massimo il poco spazio disponibile (l'altezza massima dell'ambiente era solamente di 1,8 m) i sedili erano stretti e le cappelliere (apribili "a caduta") assai anguste. In virtù di ciò, le dimensioni massime consentite per il bagaglio a mano erano marcatamente ridotte.
L'aereo poteva tuttavia permettersi tali caratteristiche atipiche in virtù del tempo ridotto in cui copriva le proprie rotte (a titolo d'esempio, il viaggio da Londra a New York si aggirava mediamente attorno alle 3 ore e mezza); i passeggeri potevano inoltre beneficiare di un servizio d'alto livello da parte degli assistenti di volo e di menù comprendenti bevande e pietanze ricercate e costose.
In cabina erano collocati dei display che, in fase di volo, mostravano ai passeggeri i dati in tempo reale su altitudine, temperatura esterna dell'aria, velocità di crociera in numero di Mach e (solo sui velivoli British Airways) in miglia all'ora (mph). Il passaggio attraverso il muro del suono era accompagnato da una leggera accelerazione e segnalato dall'annuncio sonoro da parte di uno dei piloti.
Data l'elevata quota di crociera del Concorde, pari a circa il doppio di quella di un normale volo subsonico, le turbolenze erano molto rare; dal finestrino era inoltre possibile vedere chiaramente la curvatura terrestre.
Tra i risvolti più curiosi dell'esperienza di volo sul Concorde vi è quella legata al peso dei passeggeri: nei voli verso oriente, l'elevata velocità di crociera era infatti sufficiente per causare una sua temporanea riduzione (anche pari all'1%), grazie alla forza centrifuga indotta dalla velocità dell'aereo sommata a quella del moto di rotazione terrestre. Viceversa, volando verso occidente, il peso corporeo poteva aumentare fino a circa lo 0,3%, in quanto le forze si opponevano e la differenza, a vantaggio della velocità del Concorde, era inferiore alla velocità di rotazione terrestre: la forza centripeta risultava quindi decrementata.
Sempre in virtù di quest'ultimo fattore, i voli verso occidente sopravanzavano l'incedere della zona crepuscolare: era così possibile atterrare in un momento in cui l'ora locale del luogo di destinazione era antecedente a quella del decollo nel luogo di inizio del viaggio. In alcuni voli transatlantici accadeva di partire da Londra o Parigi al tramonto ed arrivare negli Stati Uniti nel pieno della giornata stessa: questa particolarità venne sfruttata a fini commerciali dalla British Airways, che coniò per il Concorde lo slogan Arrivare prima di partire.

## Profilo di volo e controllo
Il Concorde impiegava un profilo di volo di tipo cruise-climb: man mano che perdeva peso a causa del combustibile consumato, l'aereo saliva costantemente di quota durante il volo.
Dal punto di vista delle rotte, poiché nessun altro aereo civile operava all'altitudine massima di crociera di 56 000 piedi (17 000 m), il Concorde usufruiva di tracce dedicate:
- Sierra Mike (SM): rotta unidirezionale per i voli verso occidente, utilizzata sia dall'Air France sia dalla British Airways
- Sierra November (SN): rotta unidirezionale per i voli verso oriente, utilizzata sia dall'Air France sia dalla British Airways
- Sierra Oscar (SO): rotta bidirezionale, usata in particolari momenti dall'Air France per evitare sovrapposizioni con i voli British Airways (segnatamente quelli occidentali su traccia SM e quelli orientali su traccia SN)
- Sierra Papa (SP): rotta unidirezionale stagionale per i voli verso occidente, utilizzata dalla British Airways per operare servizi da Londra Heathrow a Barbados.

Nelle comunicazioni coi controllori di volo i piloti della British Airways utilizzavano il normale identificativo di chiamata della compagnia "Speedbird" abbinandolo a "Concorde": ciò consentiva di notificare in modo inequivocabile al personale ATC la presenza nei cieli di un aereo con capacità, requisiti e restrizioni del tutto peculiari. Considerato che i numeri di volo impiegati dai Concorde inglesi da e per gli Stati Uniti erano quelli compresi tra 001 a 004, i callsign erano dunque "Speedbird Concorde 1", "Speedbird Concorde 2", "Speedbird Concorde 3" e "Speedbird Concorde 4".
L’Air France non ritenne invece necessario un tale accorgimento: i Concorde in dotazione a tale compagnia comunicavano con l'ATC usando il canonico identificativo "Air France", senza alcuna differenza rispetto ai voli subsonici.

## Incidente di Parigi
Il 25 luglio 2000 il volo Air France 4590, collegamento charter effettuato dal Concorde F-BTSC, ebbe un incidente a Gonesse, in Francia, dove rimasero uccisi tutti i 100 passeggeri, i nove membri dell'equipaggio e quattro persone a terra, e rimasero ferite sei persone sempre a terra. Fu l'unico incidente fatale occorso a un Concorde.
In base alle indagini ufficiali, condotte dal Bureau d'Enquêtes et d'Analyses pour la sécurité de l'aviation civile (BEA), l'agenzia francese per la sicurezza del volo, l'incidente fu provocato da una striscia metallica in titanio, appartenente a un inversore di spinta, caduta da un DC-10 della Continental Airlines, decollato circa 4 minuti prima, che colpì e forò una gomma nella parte sinistra del carrello principale del velivolo supersonico, che era lanciato a più di 300 km/h durante la corsa di decollo dall'aeroporto di Parigi Charles de Gaulle. La gomma esplose, i suoi frammenti colpirono il serbatoio del combustibile e ruppero dei cavi elettrici del carrello. L'impatto con il serbatoio provocò un'onda d'urto che fece saltare il bocchettone dell'ala sinistra. Di conseguenza si verificò una perdita di combustibile, che si incendiò quando entrò in contatto con una scintilla proveniente dai cavi elettrici tagliati. I test per simulare le conseguenze della foratura di un carrello erano stati eseguiti, ma si era considerata l'eventualità che dal carrello danneggiato si staccassero frammenti di gomma pesanti non più di un chilogrammo, mentre il pezzo di gomma staccatosi effettivamente dal carrello pesava ben 4,5 chilogrammi, un peso ritenuto eccezionale. I piloti, allorché scattò l'allarme incendio, spensero il propulsore sinistro, ma dovettero comunque decollare, giacché l'incendio era stato notato dalla torre di controllo quando mancavano circa 2 000 m alla fine della pista, mentre per fermare il Concorde lanciato alla velocità di decollo erano indispensabili non meno di 3 000 m. I piloti tentarono di dirigersi verso il vicino aeroporto di Le Bourget, ma il solo propulsore destro non era in grado di tenere in volo l'aereo a pieno carico: esso quindi si inclinò virando verso sinistra, perse rapidamente quota e velocità e infine si schiantò contro un albergo.
Secondo un'analisi condotta indipendentemente, vi sarebbero stati altri fattori che contribuirono all'incidente. Il Concorde dell'Air France sarebbe stato leggermente sovraccaricato, con una distribuzione non bilanciata del combustibile nei serbatoi. Inoltre sarebbe stato assente un distanziatore nel carrello d'atterraggio, che avrebbe causato una deviazione della traiettoria sulla pista, obbligando il pilota a tentare il decollo a una velocità inferiore a quella minima necessaria.
Subito dopo l'incidente venne avviato un programma di modifiche, che prevedeva di installare controlli elettronici più sicuri, linee di alimentazione dei serbatoi rivestite in kevlar e nuovi pneumatici appositamente concepiti per essere più resistenti.
Prima dell'incidente il Concorde era l'aereo di linea statisticamente più sicuro nel mondo, poiché vantava un numero di eventi fatali per distanza percorsa pari a zero. Dopo il disastro del F-BTSC l'opinione pubblica perse molta fiducia nella sicurezza del velivolo, anche perché si diffusero dati fuorvianti riguardo agli indici di sicurezza, che confrontavano in modo concettualmente errato l'affidabilità dei Concorde (di cui rimanevano solo 19 esemplari esistenti) con quella di aerei come il Boeing 737 (costruito in migliaia di esemplari).
L'incidente ebbe comunque un ruolo decisivo nell'avviare il Concorde al termine della sua vita operativa.

### Il processo
Nel luglio del 2008 il procuratore francese ha richiesto il rinvio a giudizio per omicidio colposo per la Continental Airlines e cinque persone. La linea aerea statunitense ha commentato il rinvio a giudizio come "oltraggioso". Il processo è iniziato a Parigi il 2 febbraio 2010. Il 6 dicembre 2010 la giustizia francese ha condannato la compagnia aerea americana a pagare un milione di euro come risarcimento danni ad Air France per il disastro. Nello stesso giudizio John Taylor, dipendente della Continental, è stato condannato a 15 mesi di reclusione sospesi con la condizionale per aver fabbricato e installato male la lamina che, distaccatasi, avrebbe causato l'incidente.

## Ritorno in servizio
Il primo volo di test dopo le modifiche partì dall'aeroporto di Heathrow il 17 luglio 2001, pilotato dal Comandante Mike Bannister. Durante le 3 ore e 20 minuti di volo sopra l'Oceano Atlantico verso l'Islanda, Bannister mantenne la velocità di crociera di Mach 2,02 a una quota di 60 000 ft (18 288 m). Questo volo, finalizzato a ripristinare la rotta Londra-New York, venne dichiarato un successo e venne seguito in diretta televisiva e da folle di persone a terra.
Il primo volo di un Concorde della British Airways, a seguito del rientro in servizio, ebbe luogo l'11 settembre 2001 ed era in volo durante gli attentati negli Stati Uniti.
Tali attacchi terroristici ritardarono ulteriormente la ripresa delle normali operazioni commerciali, che ebbe luogo il 7 novembre 2001 con gli aerei G-BOAE e F-BTSD, in servizio verso l'Aeroporto Internazionale John F. Kennedy di New York, dove i passeggeri vennero accolti dall'allora sindaco della città Rudolph Giuliani.

## Termine del servizio

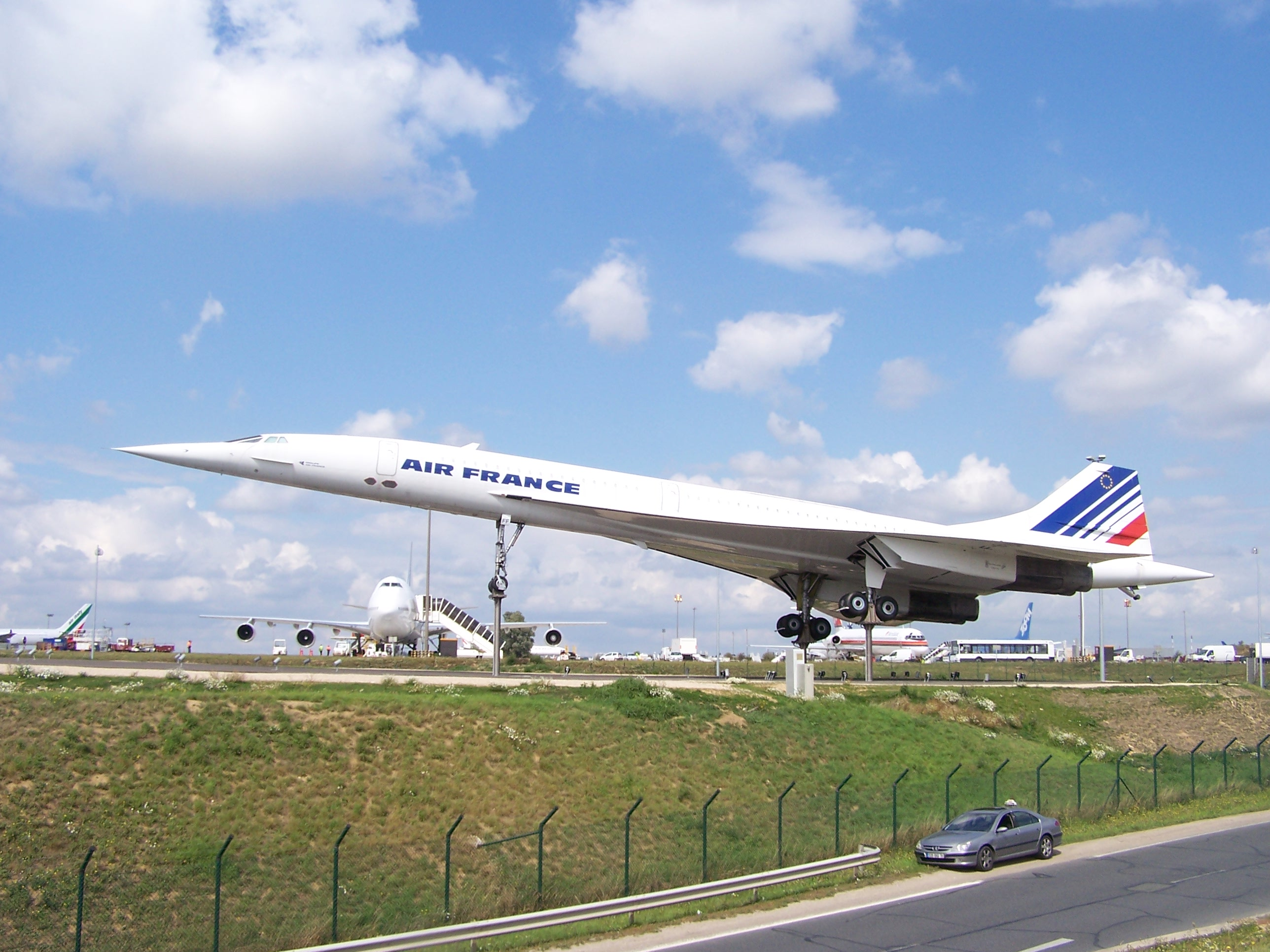
Concorde dell'Air France monumentato all'aeroporto internazionale Charles De Gaulle

Il 10 aprile 2003 l'Air France e la British Airways annunciarono in contemporanea che avrebbero ritirato i Concorde entro la fine dell'anno, spiegando che le cause erano da imputare al basso numero di passeggeri a seguito dell'incidente del 2000, il calo del numero di passeggeri dei voli di linea in tutto il mondo dopo gli attentati dell'11 settembre 2001 e l'aumento dei già elevati costi di manutenzione. Nel complesso, il Concorde, ad ogni volo, consumava più del triplo di quanto avrebbe consumato un Boeing 747 sulla stessa rotta e, oltretutto, pur rimanendo un apparecchio tecnologicamente molto avanzato, la sua vita operativa era comunque quasi trentennale e molte sue caratteristiche erano diventate obsolete. Esemplare in tal senso era la strumentazione della cabina di pilotaggio, completamente analogica e ancora configurata in modo tale da richiedere la presenza nell'equipaggio di un ingegnere di volo, figura che sui velivoli subsonici non era più necessaria da tempo (peraltro gli ingegneri di bordo dei Concorde erano chiamati ad eseguire molti più compiti rispetto ai colleghi che operavano sugli aerei classici).
Lo stesso giorno il magnate britannico Richard Branson propose alla British Airways l'acquisto della flotta di Concorde al loro "prezzo originale di una sterlina", per impiegarli nella propria Virgin Atlantic Airways. Branson affermò che lo stesso prezzo era stato pagato dalla British Airways a suo tempo al governo britannico. La compagnia aerea negò tutto ciò e rifiutò la vendita.
Un esemplare del Concorde è esposto al Museo automobilistico e tecnologico di Sinsheim in Germania, insieme con un Tupolev Tu-144, mentre un altro esemplare, il G-BOAD, è esposto all'Intrepid Sea-Air & Space Museum di New York. Due esemplari - il prototipo 001, marche F-WTSS, con livrea Air France, e quello con marche F-BTSD e livrea British Airways - sono inoltre esposti e visitabili all'interno di un hangar dedicato al Musée de l’Air et de l’Espace a Le Bourget, Parigi.

## Operatori
- Air France (203, 205, 207, 209, 211, 213, 215).
- British Airways (204, 206, 208, 210, 212, 214, 216).
- Braniff International Airways (212, 213, contratto di locazione a breve termine).
- Singapore Airlines (210, contratto di locazione a breve termine).

## Flotta
In totale vennero costruiti 20 esemplari, di cui 14 utilizzati per i voli commerciali. Dei restanti 6, due esemplari erano prototipi (001 e 002), due erano esemplari di pre-produzione (101 e 102) e i restanti due non entrarono in servizio commerciale (201 e 202).
| Numero               | Registrazione | Data primo volo  | Data ultimo volo | Compagnia aerea    | Ore di volo | Collocazione attuale | Note |
| -------------------- | ------------- | ---------------- | ---------------- | ------------------ | ----------- | --- | --- |
| 001 (prototipo)      | F-WTSS        | 2 marzo 1969     | 19 ottobre 1973  | Sud Aviation / BAC | 812         | Francia, Le Bourget, Musée de l'air et de l'espace                                                                                           | Livrea prototipo |
| 002 (prototipo)      | G-BSST        | 9 aprile 1969    | 4 marzo 1976     | BAC / Sud Aviation | 836         | Regno Unito, Somerset, Royal Naval Air Station Yeovilton                                                                                     | Livrea prototipo |
| 101 (pre-produzione) | G-AXDN        | 17 dicembre 1971 | 20 agosto 1977   | BAC / Aérospatiale | 632         | Regno Unito, Cambridgeshire, Imperial War Museum Duxford                                                                                     | Livrea prototipo |
| 102 (pre-produzione) | F-WTSA        | 10 gennaio 1973  | 20 maggio 1976   | Aérospatiale / BAC | 656         | Francia, Athis-Mons, Musée Delta, vicino all'Aeroporto di Parigi Orly                                                                        | Livrea Air France |
| 201                  | F-WTSB        | 6 dicembre 1973  | 19 aprile 1985   | Aérospatiale / BAC | 909         | Francia, Tolosa, Aeroscopia (museo aeronautico vicino alla sede di Airbus ed all'Aeroporto di Tolosa-Blagnac)                                | Livrea Académie de l'air et de l'espace (esposto in hangar, è possibile salirvi) Esemplare utilizzato per numerosi voli Presidenziali                                                              |
| 202                  | G-BBDG        | 13 dicembre 1974 | 24 dicembre 1981 | BAC / Aérospatiale | 1282        | Regno Unito, Weybridge, Brooklands Museum | Livrea prima versione British Airways |
| 203                  | F-BTSC        | 31 gennaio 1975  | 25 luglio 2000   | Air France         | 11989       | Francia, Le Bourget, distrutto in un incidente, i resti sono presso l'Aeroporto di Parigi-Le Bourget                                         | Utilizzato nel film The Concorde... Airport '80 |
| 204                  | G-BOAC        | 27 febbraio 1975 | 31 ottobre 2003  | British Airways    | 22260       | Regno Unito, Manchester, aeroporto di Manchester                                                                                             | Questo esemplare era il portabandiera della British Airways, poiché portava il codice BOAC e fu il primo esemplare consegnato alla compagnia aerea. Livrea terza e ultima versione British Airways |
| 205                  | F-BVFA        | 27 ottobre 1976  | 12 giugno 2003   | Air France         | 17824       | Stati Uniti, Chantilly, National Air and Space Museum, Steven F. Udvar-Hazy Center, vicino all'aeroporto Internazionale di Washington-Dulles | Livrea Air France |
| 206                  | G-BOAA        | 5 novembre 1975  | 12 agosto 2000   | British Airways    | 22768       | Regno Unito, East Lothian, National Museum of Flight                                                                                         | Livrea terza e ultima versione British Airways |
| 207                  | F-BVFB        | 6 marzo 1976     | 24 giugno 2003   | Air France         | 14771       | Germania, Sinsheim, Sinsheim Auto & Technik Museum                                                                                           | Livrea Air France |
| 208                  | G-BOAB        | 18 maggio 1976   | 15 agosto 2000   | British Airways    | 22296       | Regno Unito, Londra, Aeroporto di Londra-Heathrow                                                                                            | Livrea terza e ultima versione British Airways non aggiornato per il rientro in servizio. |
| 209                  | F-BVFC        | 9 luglio 1976    | 27 giugno 2003   | Air France         | 14332       | Francia, Tolosa, Aeroscopia (museo aeronautico vicino alla sede di Airbus ed all'Aeroporto di Tolosa-Blagnac)                                | Livrea Air France (esposto all'aperto, non è possibile salirvi) |
| 210                  | G-BOAD        | 25 agosto 1976   | 10 novembre 2003 | British Airways    | 23397       | Stati Uniti, New York, Intrepid Sea-Air-Space Museum                                                                                         | Nel 1979 adottò una speciale livrea British Airways/Singapore Airlines. Livrea terza e ultima versione British Airways                                                                             |
| 211                  | F-BVFD        | 10 febbraio 1977 | 27 maggio 1982   | Air France         | 5814        | Francia, Le Bourget, smontato dopo il 1982. Una piccola porzione della fusoliera è rimasta a Le Bourget                                      | |
| 212                  | G-BOAE        | 17 marzo 1977    | 17 novembre 2003 | British Airways    | 23376       | Barbados, Bridgetown, aeroporto di Bridgetown - Grantley Adams                                                                               | |
| 213                  | F-BTSD        | 26 giugno 1978   | 14 giugno 2003   | Air France         | 12974       | Francia, Le Bourget, Musée de l'air et de l'espace                                                                                           | Nel 1996 con la livrea speciale Pepsi. |
| 214                  | G-BOAG        | 21 aprile 1978   | 5 novembre 2003  | British Airways    | 16239       | Stati Uniti, Seattle, Museum of Flight | |
| 215                  | F-BVFF        | 26 dicembre 1978 | 11 giugno 2000   | Air France         | 12421       | Francia, Roissy-en-France, aeroporto di Parigi-Roissy                                                                                        | |
| 216                  | G-BOAF        | 20 aprile 1979   | 26 novembre 2003 | British Airways    | 18257       | Regno Unito, Bristol/Filton, Bristol Filton Airport                                                                                          | |

- Inoltre alcuni componenti, tra cui i propulsori Rolls-Royce Olympus e le prese d'aria Snecma, si trovano nel Museo del Concorde a Ciudad Juárez, Chihuahua, Messico.